# Liste der denkmalgeschützten Objekte in Oberneukirchen
Die Liste der denkmalgeschützten Objekte in Oberneukirchen enthält die 15 denkmalgeschützten, unbeweglichen Objekte der Marktgemeinde Oberneukirchen in Oberösterreich (Bezirk Urfahr-Umgebung).

## Denkmäler
| Foto |                 | Denkmal                                                                                     | Standort                                            | Beschreibung | Metadaten |
| ---- | --------------- | ------------------------------------------------------------------------------------------- | --------------------------------------------------- | --- | --- |
| ja   | Datei hochladen | Burgruine Lobenstein HERIS-ID: 24480 Objekt-ID: 20868                                       | Lobenstein 100 Standort KG: Oberneukirchen          | Die Burg Lobenstein war eine mittelalterlich, gotische Ringburg, deren erhaltene Reste aus dem späten 14. Jahrhundert stammen. Der Verfall der Burg, der aus einem Wohnturm und einer Ringmauer bestand, begann bereits im 16. Jahrhundert. Ab den 1980er Jahren erfolgte die Bestandssicherung, wobei der Turm für Wohnzwecke adaptiert wurde und später ein historisierender bzw. rekonstruierender Wohnhaus-Neubau hinzukam. | BDA-Hist.: Q1015408 Status: Bescheid Stand der BDA-Liste: 2025-06-30 Name: Burgruine Lobenstein GstNr.: .175 Burgruine Lobenstein, Oberneukirchen                                                            |
| ja   | Datei hochladen | Pfarrhof HERIS-ID: 24349 Objekt-ID: 20736                                                   | Marktplatz 1 Standort KG: Oberneukirchen            | Der Pfarrhof wurde im frühen 17. Jahrhundert errichtet und vermutlich im 18. Jahrhundert erweitert. Die Fassade wurde durch ein korbbogiges Hauptportal sowie einem seitlichen Segmentbogentor akzentuiert. Im Inneren finden sich barocke Kreuzgratgewölbe sowie Türen aus dem 17. Jahrhundert. | BDA-Hist.: Q37884076 Status: § 2a Stand der BDA-Liste: 2025-06-30 Name: Pfarrhof GstNr.: .108 |
| ja   | Datei hochladen | Kath. Pfarrkirche hl. Apostel Jakobus HERIS-ID: 24348 Objekt-ID: 20735                      | Marktplatz Standort KG: Oberneukirchen              | Das Langhaus der Pfarrkirche sowie das südliche Seitenschiff und der Westturm stammen aus der Spätgotik (spätes 15. Jahrhundert). Um 1900 erfolgte die Umformung des Altbaus und die Errichtung eines neogotischen Erweiterungsbaus. | BDA-Hist.: Q33072134 Status: § 2a Stand der BDA-Liste: 2025-06-30 Name: Kath. Pfarrkirche hl. Apostel Jakobus GstNr.: .110 Saint James the Greater Church (Oberneukirchen, Mühlviertel)                      |
| ja   | Datei hochladen | Wohn- und Geschäftshaus, Geburtshaus von Hans Schnopfhagen HERIS-ID: 24350 Objekt-ID: 20737 | Marktplatz 9 Standort KG: Oberneukirchen            | Das Gebäude umfasst unter anderem Bauteile aus dem 16. bis 17. Jahrhundert und wurde an der Wende des 18. zum 19. Jahrhundert umgestaltet. Die Hauptfront trägt eine Gedenktafel für den hier geborenen Komponisten Hans Schnopfhagen, im Inneren finden sich verschiedene Gewölbearten sowie Riemlingdecken. | BDA-Hist.: Q37884094 Status: § 2a Stand der BDA-Liste: 2025-06-30 Name: Wohn- und Geschäftshaus, Geburtshaus von Hans Schnopfhagen GstNr.: .120                                                              |
| ja   | Datei hochladen | Steintisch HERIS-ID: 24478 Objekt-ID: 20866                                                 | vor Marktplatz 14 Standort KG: Oberneukirchen       | Der vermutlich barocke Steintisch besteht aus einer quadratischen Platte auf niedrigem Säulenstumpf. | BDA-Hist.: Q37884543 Status: § 2a Stand der BDA-Liste: 2025-06-30 Name: Steintisch GstNr.: 3759/4 |
| ja   | Datei hochladen | Hubertusbrunnen HERIS-ID: 24477 Objekt-ID: 20865                                            | vor Marktplatz 35 Standort KG: Oberneukirchen       | Der Hubertusbrunnen wurde 1904 aus einem rechteckigen Becken mit dekorierten Steinplatten geschaffen. Der hohe Mittelsteher ist mit einer Figur des heiligen Hubertus bekrönt. | BDA-Hist.: Q37884526 Status: § 2a Stand der BDA-Liste: 2025-06-30 Name: Hubertusbrunnen GstNr.: 3759/2 |
| ja   | Datei hochladen | Mühlviertler Büabl-Brunnen HERIS-ID: 24476 Objekt-ID: 20864                                 | bei Marktplatz 35 Standort KG: Oberneukirchen       | Der Mühlviertler Büabl-Brunnen wurde von H. Cyzerle im Jahr 1913 geschaffen und besteht aus einem an den Ecken gerundeten Steinbecken sowie einem breiten Rechtecksockel als Mittelsteher. Der Mittelsteher trägt das Wappen der Gemeinde Oberneukirchen und einen pfeilerartigen Sockel mit der Figur eines Hirtenjungen. | BDA-Hist.: Q37884507 Status: § 2a Stand der BDA-Liste: 2025-06-30 Name: Mühlviertler Büabl-Brunnen GstNr.: 3759/2                                                                                            |
| ja   | Datei hochladen | Ehem. Brauhaus und Rathaus, sog. Pammerhaus HERIS-ID: 24363 Objekt-ID: 20750                | Marktplatz 42 Standort KG: Oberneukirchen           | Der barocke Bau des 17. und 18. Jahrhunderts mit teilweise älteren Bauteilen besitzt eine klassizistische Giebelfassade aus dem späten 18. Jahrhundert mit Putzquaderung und Stuckdekor. | BDA-Hist.: Q37884122 Status: Bescheid Stand der BDA-Liste: 2025-06-30 Name: Ehem. Brauhaus und Rathaus, sog. Pammerhaus GstNr.: .76 Altes Brauhaus (Oberneukirchen)                                          |
| ja   | Datei hochladen | Georgsbrunnen HERIS-ID: 24475 Objekt-ID: 20863                                              | gegenüber Marktplatz 44 Standort KG: Oberneukirchen | Der Georgsbrunnen besteht aus einem hexagonalen Becken mit konkaven Steinplatten zwischen volutenartigen Pfeilern. Der dreisäulige Mittelsteher ist mit einer Figurengruppe bekrönt, die den heiligen Georg bei der Tötung des Drachen darstellt. Die Figurengruppe wurde von Ludwig Linzinger geschaffen, der Brunnen selbst ist mit der Jahreszahl 1901 bezeichnet. | BDA-Hist.: Q37884488 Status: § 2a Stand der BDA-Liste: 2025-06-30 Name: Georgsbrunnen GstNr.: 3759/2 Georgsbrunnen (Oberneukirchen)                                                                          |
| ja   | Datei hochladen | Schülerinnenheim St. Clara HERIS-ID: 24365 Objekt-ID: 20752                                 | Marktplatz 45 Standort KG: Oberneukirchen           | Das Schülerinnenheim St. Clara wurde im 16. bis 17. Jahrhundert errichtet und diente als Lebzelterei, Wachszieherei und Wirtshaus, bis es 1958 von den Schwestern Oblatinnen übernommen und in ein Erholungsheim bzw. Schülerinnenheim umgewandelt wurde. | BDA-Hist.: Q37884139 Status: § 2a Stand der BDA-Liste: 2025-06-30 Name: Schülerinnenheim St. Clara GstNr.: .79                                                                                               |
| ja   | Datei hochladen | Kath. Pfarrkirche hl. Josef der Arbeiter HERIS-ID: 24486 Objekt-ID: 20874                   | Schallenbergstraße Standort KG: Waldschlag          | Der spätbarocke Saalbau mit eingezogenem Chor entstand zwischen 1784 und 1787. Der hohe, neobarocke Mittelturm wurde zwischen 1869 und 1871 angebaut. Im Inneren des dreijochigen Langhauses und dem einjochigen Chor befindet sich eine bemerkenswerte, historistische Einrichtung des späten 19. Jahrhunderts. | BDA-Hist.: Q37884570 Status: § 2a Stand der BDA-Liste: 2025-06-30 Name: Kath. Pfarrkirche hl. Josef der Arbeiter GstNr.: .35/1 Saint Joseph the Worker church (Traberg)                                      |
| ja   | Datei hochladen | Brunnen HERIS-ID: 24814 Objekt-ID: 21222                                                    | gegenüber Waxenberg 1 Standort KG: Waxenberg        | Der barocke Brunnen mit oktogonalem Becken und schlichtem, in einer Pyramide endenden Mittelsteher ist mit der Jahreszahl 1776 bezeichnet. | BDA-Hist.: Q37887635 Status: § 2a Stand der BDA-Liste: 2025-06-30 Name: Brunnen GstNr.: 282 |
| ja   | Datei hochladen | Kath. Pfarrkirche hl. Josef, ehem. Schlosskapelle HERIS-ID: 24806 Objekt-ID: 21214          | Waxenberg 1 Standort KG: Waxenberg                  | Die ehemalige Schlosskapelle ist ein spätbarocker Saalbau mit Walmdach und Dachreiter. Der Hochaltar stammt aus dem Jahr 1892. | BDA-Hist.: Q37887604 Status: Bescheid Stand der BDA-Liste: 2025-06-30 Name: Kath. Pfarrkirche hl. Josef, ehem. Schlosskapelle GstNr.: .1/1, .1/2 St. Joseph (Waxenberg)                                      |
| ja   | Datei hochladen | Altes Schloss, Schloss Waxenberg HERIS-ID: 24807 Objekt-ID: 21215                           | Waxenberg 1 Standort KG: Waxenberg                  | Das Alte Schloss ist ein barocker Dreiflügelbau mit hakenförmiger Pfarrkirche. Die Anlage stammt vermutlich aus der ersten Hälfte des 17. Jahrhunderts. | BDA-Hist.: Q2243981 Status: Bescheid Stand der BDA-Liste: 2025-06-30 Name: Altes Schloss, Schloss Waxenberg GstNr.: .1/1, .1/2 Waxenberg - Altes Schloss                                                     |
| ja   | Datei hochladen | Anlage Burgruine Waxenberg HERIS-ID: 111502 Objekt-ID: 129337                               | Waxenberg Standort KG: Waxenberg                    | Die Burg Waxenberg wurde im späten 13. Jahrhundert angelegt, wobei der Bergfried und die Burg im 15. Jahrhundert ausgebaut wurde. Die Burganlage besteht einer Hauptburg, einem Bergfried, der Vorburg und einer äußeren Wehrmauer, wobei um 1500 zusätzlich ein Wehrturm zur Lagerung von Getreide und Wein gebaut wurde. Der Verfall der Anlage begann im 18. Jahrhundert. Anmerkung: Hinweis: Bis 2011 wurde die Burgruine (ObjektID 20883) und der nordöstliche Wehr- bzw. Batterieturm (ObjektID 38401) als Einzelobjekte vom BDA geführt. | BDA-Hist.: Q1015568 Status: Bescheid Stand der BDA-Liste: 2025-06-30 Name: Anlage Burgruine Waxenberg GstNr.: 342/2, 297, 298/1, 299, .37, .38, .39, 341, 342/1, 343, 344, 345, 346, 2254/1 Waxenberg castle |

## Ehemalige Denkmäler
| Foto |                 | Denkmal                                          | Standort                                  | Beschreibung | Metadaten |
| ---- | --------------- | ------------------------------------------------ | ----------------------------------------- | --- | --- |
| ja   | Datei hochladen | Pfarrhof Objekt-ID: 20875bis 2014                | Großtraberg 1( 2) Standort KG: Waldschlag | Der Pfarrhof entstand als spätbarocker Bau mit Mittelbalkon über Steinsäulen.                                                   | BDA-Hist.: Q106680529 Status: § 2a Stand der BDA-Liste: 2014-06-27 Name: Pfarrhof GstNr.: .34                |
| ja   | Datei hochladen | Wohn- und Geschäftshaus Objekt-ID: 20751bis 2016 | Marktplatz 43 Standort KG: Oberneukirchen | Das Wohn- und Geschäftshaus wurde in der zweiten Hälfte des 19. Jahrhunderts durch Umgestaltung eines älteren Bauwerks geprägt. | BDA-Hist.: Q106680549 Status: § 2a Stand der BDA-Liste: 2016-06-21 Name: Wohn- und Geschäftshaus GstNr.: .77 |